# Yu Ya-chien
Yu Ya-chien (* 20. April 1999) ist eine taiwanische Leichtathletin, die sich auf den Hammerwurf spezialisiert hat und aktuell Inhaberin des Landesrekordes in dieser Disziplin ist.

## Sportliche Laufbahn
Erste internationale Erfahrungen sammelte Yu Ya-chien im Jahr 2023, als sie bei den Asienmeisterschaften in Bangkok mit einer Weite von 61,19 m den vierten Platz im Hammerwurf belegte. Anschließend gelangte sie bei den World University Games in Chengdu mit 66,46 m ebenfalls auf Rang vier. Ende September belegte sie bei den Asienspielen in Hangzhou mit 63,21 m den vierten Platz. 2025 verbesserte sie in Chengdu den Landesrekord auf 68,39 m und gewann im Mai bei den Asienmeisterschaften in Gumi mit 64,25 m die Bronzemedaille hinter den Chinesinnen Ji Li und Li Jiangyan.
In den Jahren 2022 und 2024 wurde Yu taiwanische Meisterin im Hammerwurf.